# Monsunska palača
Monsunska palača, znana tudi kot palača Sadždžana Garha, je palača na vrhu hriba v mestu Udaipur, Radžastan v Indiji, s pogledom na jezero Fateh Sagar. Imenuje se Sadždžangarh po Maharani Sadždžan Singhu (1874–1884) iz dinastije Mevar, za katerega je bila zgrajena leta 1884. Palača ponuja panoramski pogled na mestna jezera, palače in okoliško pokrajino. Zgrajena je bila predvsem za opazovanje monsunskih oblakov; zato je ustrezno popularno znana kot Monsunska palača. Rečeno je, da ga je Maharana zgradil na vrhu hriba, da bi imel pogled na dom svojih prednikov, Čitorgarh. Prej je bil v lasti kraljeve družine Mevar, zdaj pa je pod nadzorom oddelka za gozdove vlade Radžastana in je bila pred kratkim odprta za javnost. Palača ponuja čudovit pogled na sončni zahod.
Njen graditelj Maharana Sadždžan Singh je prvotno načrtoval, da bo iz nje naredil petnadstropno astronomsko središče. Načrt je bil preklican s prezgodnjo smrtjo Maharane. Nato so jo spremenili v Monsunsko palačo in lovsko kočo.
Visoko v pogorju Aravali, tik pred Udaipurjem, je palača ob večerih osvetljena z zlato oranžnim sijem. Palača je bila uporabljena v filmu o Jamesu Bondu Octopussy iz leta 1983 kot rezidenca Kamala Kana, izgnanega afganistanskega princa.

## Zgodovina
Zgodovina palače odraža zgodovino kraljestva Mevar. Maharana Sadždžan Singh, (vladal 18. julij 1859 do 23. december 1884), začetni graditelj Monsunske palače, je bil dvainsedemdeseti vladar dinastije Mevar (1874–1884) in je vladal iz Udaipurja kratko obdobje 10 let do prezgodnje smrti. Dinastija Mevar sega v zgodovino do Guhila, ki je leta 568 ustanovil državo Mevar. Sadždžan Singh je prišel na prestol, ko je bil star 15 let. Vendar je njegov stric Sohan Singh izpodbijal njegovo pravico do krone in celo spletkaril prek astrologov, ki so rekli, da čas za kronanje ni primeren. Na njegovo srečo je posredoval takratni britanski agent, ki je bil naklonjen Sadždžanu Singhu, in prepričal astrologe, da so dali ugoden datum za kronanje. Morebitno kronanje je potekalo dve leti po tem. Ker je stric, ki je povzročal težave, še vedno vztrajal pri svojih obstrukcijah do novopečenega Maharane, so mu zaplenili premoženje in ga na koncu zaprli.
Potem ko je bil leta 1876 imenovan za Maharano, je veljal za razsvetljenega vladarja in »moža z vizijo«, in je sprožil obsežen program razvojnih dejavnosti v svojem kraljestvu, zlasti s povečanjem infrastrukturnih objektov, kot so ceste, vodovod in druga gradbena dela. Uvedel je tudi civilno upravo in sodišča. Prav tako je izboljšal splošno okolje Udaipurja s pogozdovanjem in izboljšavami jezera. Dal je odstraniti mulj iz jezera Pičola in ponovno zgraditi zidani jez, da bi izboljšal skladiščne zmogljivosti in ohranil zgodovinsko dediščino v skladu s svojim osebnim zanimanjem za umetnost in kulturo. Najbolj ambiciozen projekt, ki se ga je lotil, je bila gradnja palače Sadždžan Garh ali Monsunske palače kot zahodnega ozadja mesta Udaipur.
Med vladavino Sadždžana Singha je Udaipur postal druga občina v Indiji, takoj za Bombajem. Kot priznanje za njegove izjemne dosežke pri ohranjanju in razvoju kraljestva Mevar in da bi ga spomnil, da je bila njegova knežja država pod Britanskim Rajem, mu je Lord Ripon novembra 1881 podelil naziv veliki poveljnik zvezde Indije, ob kronanju kraljice Viktorije za cesarico Indije.

## Struktura
Palača, zgrajena iz belega marmorja, stoji na vrhu hriba Bansdara, dela pogorja Aravali, na nadmorski višini 944 m nad srednjo morsko gladino in gleda na jezero Pičola z zahoda približno 340 m pod palačo. Namen prvotnega načrtovalca, Maharane Sadždžana Singha, je bil zgraditi večnadstropni kompleks, v bistvu kot astronomski center in spremljati gibanje monsunskih oblakov v okolici palače ter tudi zagotoviti zaposlitev ljudem. Prav tako naj bi služil kot letovišče za kraljevo družino. Na žalost je Maharana prezgodaj umrl pri 26 letih (po samo 10 letih vladanja med letoma 1874 in 1884), zaradi česar so bili njegovi načrti za nekaj časa odloženi. Pred svojo smrtjo ga je delno zgradil, nato pa ga je dokončal njegov naslednik kralj Maharana Fateh Singh, ki je z njim opazoval monsunske oblake. Kraljeva družina je to stavbo uporabljala tudi kot lovsko kočo. Palača iz belega marmorja ima visoke stolpiče in stražne stolpe za nadzor. Palača ima veličastno osrednje dvorišče s stopniščem ter številne sobe in prostore. Zgrajena je na marmornih stebrih, ki so izrezljani z izvrstnimi motivi listov in cvetov. Stene so ometane z apneno malto. Ponoči osvetljena palača z radžastansko arhitekturo, ki jo sestavljajo kupole, fontane in jharoke, daje pravljično lepoto.
Edinstvena stavba za zbiranje deževnice v podzemni cisterni s prostornino 195.500 litrov obstaja v okolici palače. Kljub temu je bilo ugotovljeno, da oskrba z vodo ni zadostna, zato je bila palača opuščena.

## Druge zanimivosti
Zavetišče za divje živali Sadždžangarh, ki obdaja palačo, je bilo ustanovljeno leta 1987. Pokriva območje 5,19 kvadratnih kilometrov. Zdaj je dobro zaščiteno svetišče, ki ga obdaja betonski zid Kišan Pol. Pobočje je gosto gozdnato in nekdanji vladarji so to območje ohranili kot kraljevi strelski rezervat. Ko so Udaipur leta 1764 napadli Scindias, so hrib uporabili kot odlagališče orožja; nekaj topov še vedno ostaja.
Palača gleda na svetišče, ki je rezervat za plazilce, tigre, nilgaje, sambharske jelene, divje prašiče, hijene, panterje in šakale. Priljubljena je tudi za opazovanje ptic. Do rezervata se lahko približa tudi s trekingom (kot pustolovščino), ki se začne od Gorilla Point do Džijan Sagar ali jezera Bari, da bi uživali v slikoviti lepoti hribovja Aravali in divjih živalih  gozdnega rezervata.

## V popularni kulturi
Monsunska palača je bila uporabljena kot lokacija za snemanje filma o Jamesu Bondu iz leta 1983, Octopussy. Videti je kot rezidenca glavnega zlobneža, izgnanega afganistanskega princa po imenu Kamal Kan (Louis Jourdan). Sekvence, posnete v palači, vključujejo 'tigrov' lov na slone, kjer James Bond (Roger Moore) pobegne iz palače in ga zasledujejo v džunglo ter finale, skupaj z bitko na dvorišču in pobegom Union Jacka v balonu na vroči zrak. Drugi posnetki v filmu so bili posneti v palači Šiv Nivas in hotelu Jezerska palača. Vendar pa prizori, ki prikazujejo, kako Bond večerja v palači, teče med sobami, drsi po velikem stopnišču in končno kleti, kjer se zlikovci v filmu srečajo, niso bili posneti v Monsunski palači, prav tako niso bili prizorišča za te sekvence zasnovana na postavitev ali značilnosti Monsunske palače. Leta 2008 so The Cheetah Girls v palači posneli pesem Dance Me If You Can za svoj indijski film.

## Galerija
- Pogled na Udaipur iz trdnjave Sadždžangarh
- Okno v trdnjavi
- Pogled na Udaipur iz trdnjave Sadždžangarh
- Stranska stena trdnjave
- Notranja fasada, Monsunska palača
- Utrdba Sadždžangarh, Udaipur